# Marcel Detienne
Marcel Detienne (Lieja, Bélgica, 11 de octubre de 1935-Nemours, Francia, 21 de marzo de 2019) fue un historiador de las religiones, antropólogo, helenista y escritor belga que trabajó en Francia y los Estados Unidos.

## Trayectoria
Detienne obtuvo, en 1960, el doctorado en ciencias religiosas en la Escuela de Altos Estudios de París, y, en 1965, el de Filosofía y letras de la Universidad de Lieja. En 1964 había fundado ya, junto con Jean-Pierre Vernant, el Centre de reserches comparées sur le Sociétés anciennes (Centro de estudios comparados sobre las sociedades antiguas), al que se fueron uniendo notables helenistas.
Fue director del departamento de ciencias religiosas de la Escuela de Altos Estudios, en donde enseñó hasta 1998. Desde 1992 dio clases en el departamento de estudios clásicos en la Universidad Johns Hopkins de Baltimore, Estados Unidos, del que era profesor emérito.
Con Jean-Pierre Vernant y Pierre Vidal-Naquet, se propuso aplicar un tipo de mirada antropológica, en parte inspirada en el estructuralismo de Claude Lévi-Strauss, a los períodos clásico y arcaico de la Grecia antigua. Su obra marcó decisivamente la investigación helenista en el último tercio del siglo XX.

## Obras
- Homère, Hésiode et Pythagore: poésie et philosophie dans le pythagorisme ancien (1962).
- Crise agraire et attitude religieuse chez Hésiode (1963).
- De la pensée religieuse à la pensée philosophique (1963).
- Les Maîtres de vérité dans la Grèce archaïque (1967). Tr.: Los maestros de verdad en la Grecia arcaica, México, Sexto piso, 2004.
- Les Jardins d'Adonis (1972). Tr.: Los jardines de Adonis: la mitología griega de los aromas, Madrid, Akal, 1996.
- Les ruses de l'intelligence: la métis des Grecs (1974). Tr.: Las artimañas de la inteligencia: la metis en la Grecia antigua, Madrid, Taurus, 1988 —con Jean-Pierre Vernant—, ISBN 978-84-306-1285-7.
- Dionysos mis à mort (1977). Tr.: La muerte de Dionisos., Madrid, Taurus, 1982
- La cuisine du sacrifice en pays grec (1979).
- L'invention de la mythologie (1981). Tr.: La invención de la mitología, Barcelona, Ediciones 62, 1985.
- Dionysos à ciel ouvert (1986). Tr.: Dioniso a cielo abierto: los mitos del dios griego del desenfreno, Barcelona, Gedisa, 2003 ISBN 978-84-9784-513-7.
- Les Savoirs de l’écriture en Grèce ancienne (1988).
- L' écriture d'Orphée (1989). Tr.: La escritura de Orfeo, Barcelona, Península, 1990, ISBN 978-84-297-3194-1.
- La vie quotidienne des dieux grecs (1989). Tr.: La vida cotidiana de los dioses griegos, Madrid, Temas de hoy, 1990 —con Giulia Sissa—, ISBN 978-84-7880-369-9.
- Apollon le couteau à la main (1998). Tr.: Apolo con el cuchillo en la mano: una aproximación experimental al politeísmo griego, Madrid, Akal, 2001 ISBN 978-84-460-1137-8.
- Comparer l'incomparable (2002). Tr.: Comparar lo incomparable: alegato en favor de una ciencia histórica comparada, Barcelona, Península, 2001 ISBN 978-84-8307-390-2
- Comment être autochtone: du pur Athénien au Français raciné (2003). Tr.: Cómo ser autóctono : del puro ateniense al francés de raigambre, México, Fondo de Cultura Económica, 2005.
- Qui veut prendre la parole? (2003)
- Les Grecs et nous (2005). Tr.: Los griegos y nosotros: antropología comparada de la Grecia antigua, Madrid, Akal, 2007 ISBN 978-84-460-2463-7 .